# Tuğay Adamcıl
Tuğay Adamcıl (* 25. Oktober 1993 in Çayıralan) ist ein türkischer Fußballspieler.

## Karriere
Adamcıl begann mit dem Vereinsfußball in der Jugend von Kayseri Yolspor. In der Saison 2010/11 wurde er in die 1. Männermannschaft des Vereins aufgenommen und spielte für diese in der BöBölgesel Amatör Lig, der fünfthöchsten türkischen Spielklasse. Am Ende der Saison wurde er von Kayseri Erciyesspor verpflichtet und zwei Spielzeiten lang in der Nachwuchsabteilung bzw. in der Reservemannschaft eingesetzt.
Zwischen 2013 und 2015 lieh Kayseri Erciyesspor Adamcıl an verschiedene Vereine der unteren türkischen Profiligen aus. Zu Beginn der Saison 2015/16 blieb er im Kader von Erciyesspor und wurde regelmäßig in der Mannschaft eingesetzt.